# باشگاه فوتبال ویلیج سوپراستارز
باشگاه فوتبال ویلیج سوپراستارز یک باشگاه فوتبال حرفه‌ای از باستر، سنت کیتس و نویس است.